# Celosia schaeferi
Celosia schaeferi är en amarantväxtart som beskrevs av Schinz. Celosia schaeferi ingår i släktet celosior, och familjen amarantväxter. Inga underarter finns listade i Catalogue of Life.